# لیلی انور
لیلی انور (زاده ۷ خرداد ۱۳۴۶ دانشیار و رئیس بخش زبان و ادبیات فارسی در مؤسسه ملی زبان‌ها و تمدن‌های شرقی در شهر پاریس است.

## زندگی
لیلی انور در سال ۱۳۴۶ خورشیدی در تهران متولد شد. پدرش منوچهر انور و مادرش فرانسوی است. وی در ۱۵ سالگی به فرانسه رفت و در دانشگاه در دو رشته ادبیات انگلیسی و ادبیات فارسی تحصیل کرد. لیلی انور در سال ۱۳۷۷ در رشته ادبیات فارسی از اکول نرمال سوپریور فارغ‌التحصیل شد.

## نوشته‌ها و ترجمه‌ها
او فعالیت‌های علمی‌اش را بیشتر بر ادبیات عرفانی و زنان نویسنده متمرکز کرده است.
لیلی انور چندین پژوهش دانشگاهی دربارهٔ شماری از شاعران عارف انجام داده است. در سال ۲۰۰۴ کتابی دربارهٔ مولوی با منتخبی از آثار او به نام «رومی» منتشر کرد که توسط انتشارات انترلاک چاپ شد.
در همان سال برگزیده‌ای از اشعار عربی، فارسی، ترکی، به صورت مجموعه‌ای به نام «شرق، هزار سال شعر و نقاشی» توسط انتشارات دیان سلیر چاپ شد که در آن لیلی انور ترجمهٔ اشعار فارسی را به عهده داشت.
او همچنین نویسنده کتابی در مورد زندگانی ملک‌جان نعمتی است که به مناسبت صدمین سال تولدش در سال ۲۰۰۷ به زبان فرانسه منتشر شد.
کتاب «ملک‌جان نعمتی» در سال ۱۳۸۸ به زبان فارسی ترجمه شده است.
لیلی انور در سال ۲۰۰۹ کتابی به نام Trésors dévoilés: une Anthologie با همکاری «ماکرم ابس» منتشر کرد.
لیلی انور در سال ۲۰۱۴ کتاب برگزیده، گفتارهایی از استاد الهی را به نام Paroles de Vérité به همراه مقدمه‌ای دربارهٔ کتاب به زبان فرانسه ترجمه کرده است. این کتاب توسط انتشارات آلبن میشل (Éditions Albin Michel) در پاریس منتشر شده است.

او همچنین در دو ماهانه لوموند دو رولیژیون عهده‌دار نگارش بخشی در مورد ادبیات و معنویت و در رادیو فرانس کولتور (France Culture) میزبان برنامه‌ای هفتگی در مورد مسائل مربوط به معنویات است.